# Ніно Луарсабішвілі
Ніно Луарсабішвілі (нар. 3 лютого 1977) — колишня грузинська тенісистка.
Найвищу одиночну позицію світового рейтингу — 135 місце досягла 24 квітня 1995, парну — 111 місце — 21 липня 1997 року.
Здобула 6 одиночних та 7 парних титулів туру ITF.
Завершила кар'єру 2000 року.

## Фінали ITF
| турніри $50,000 |
| турніри $25,000 |
| турніри $10,000 |

### Одиночний розряд (6–3)
| Результат | Ранг | Дата              | Турнір                    | Покриття | Суперниця         | Рахунок       |
| --------- | ---- | ----------------- | ------------------------- | -------- | ----------------- | ------------- |
| Перемога  | 1.   | 15 березня 1993   | Яффа, Ізраїль             | Тверде   | Ширі Бурштейн     | 6–1, 6–2      |
| Перемога  | 2.   | 22 березня 1993   | Рамат-га-Шарон, Ізраїль   | Тверде   | Аня Франкен       | 6–2, 6–1      |
| Поразка   | 1.   | 16 червня 1997    | Мак-Аллен, США            | Тверде   | Мелісса Гарні     | 0–6, 4–6      |
| Перемога  | 3.   | 13 червня 1994    | Простейов, Чехія          | Ґрунт    | Ленка Ценкова     | 6–2, 6–0      |
| Перемога  | 4.   | 24 червня 1996    | Медісон (Нью-Джерсі), США | Тверде   | Ванесса Вебб      | 1–6, 6–1, 6–2 |
| Перемога  | 5.   | 19 травня 1997    | Сочі, Росія               | Тверде   | Джессіка Стек     | 7–5, 6–0      |
| Поразка   | 2.   | 30 листопада 1998 | Каїр, Єгипет              | Ґрунт    | Бахія Мухтассен   | 6–3, 3–6, 2–6 |
| Перемога  | 6.   | 7 грудня 1998     | Ісмаїлія, Єгипет          | Ґрунт    | Габріела Волекова | 1–6, 6–2, 7–5 |
| Поразка   | 3.   | 22 лютого 1999    | Фару, Португалія          | Тверде   | Карін Борню       | 3–6, 3–6      |

### Парний розряд (7–6)
| Результат | Ранг | Дата              | Турнір                      | Покриття   | Партнерка       | Суперниці                               | Рахунок            |
| --------- | ---- | ----------------- | --------------------------- | ---------- | --------------- | --------------------------------------- | ------------------ |
| Перемога  | 1.   | 23 червня 1996    | Пічтрі-Сіті (Джорджія), США | Тверде     | Еріка Адамс     | Джоанн Ліммер Ліза Макші                | 6–3, 7–6(7–4)      |
| Перемога  | 2.   | 29 липня 1996     | Роенок (Вірджинія), США     | Тверде     | Лізель Губер    | Ребекка Єнсен Шеннен Маккарті           | 6–4, 6–4           |
| Перемога  | 3.   | 31 березня 1997   | Фінікс, США                 | Тверде     | Леа Жирарді     | Марія Хосе Гайдано Марія Венто-Кабчі    | 6–0, 6–2           |
| Поразка   | 1.   | 19 травня 1997    | Сочі, Росія                 | Тверде     | Сібата Каору    | Євгенія Куликовська Катерина Сисоєва    | 6–3, 3–6, 0–6      |
| Поразка   | 2.   | 19 червня 1997    | Марсель, Франція            | Ґрунт      | Каролін Денін   | Каталін Мароші Вероніка Стеле           | 2–6, 6–4, 1–6      |
| Перемога  | 4.   | 23 червня 1997    | Бордо, Франція              | Ґрунт      | Каролін Денін   | Марія Фернанда Ланда Марлен Вайнгартнер | 6–7(6–8), 6–4, 7–5 |
| Поразка   | 3.   | 2 березня 1998    | Рокфорд (Іллінойс), США     | Тверде (i) | Седа Норландер  | Суріна Де Беер Ліндсей Лі-Вотерс        | 2–6, 4–6           |
| Поразка   | 4.   | 8 червня 1998     | Сочі, Росія                 | Тверде     | Олена Татаркова | Обата Саорі Сібата Каору                | 6–3, 4–6, 2–6      |
| Поразка   | 5.   | 14 вересня 1998   | Констанца, Румунія          | Тверде     | Аліче Пірсу     | Деббі Гак Йоланда Менс                  | 3–6, 6–7(5–7)      |
| Перемога  | 5.   | 30 листопада 1998 | Каїр, Єгипет                | Ґрунт      | Бахія Мухтассен | Сабіна Да Понте Наталі В'єрін           | 7–5, 6–3           |
| Перемога  | 6.   | 7 грудня 1998     | Ісмаїлія, Єгипет            | Ґрунт      | Бахія Мухтассен | Ліляна Манушевич Габріела Волекова      | 6–3, 6–3           |
| Поразка   | 6.   | 1 березня 1999    | Албуфейра, Португалія       | Тверде     | Крістіна Тріска | Ольга Виметалкова Габріела Хмелінова    | 3–6, 2–6           |
| Перемога  | 7.   | 12 липня 1999     | Сецце, Італія               | Ґрунт      | Шарлотте Оґор   | Ева Бельбль Шеллі Стефенс               | 6–2, 6–2           |